# Elisabetta - La regina che sposò la patria
Elisabetta - La regina che sposò la patria (エリザベス 国と結婚した女王?, Erizabesu - Kuni to kekkon shita joō) è il secondo manga che Riyoko Ikeda ha pubblicato in collaborazione con Erika Miyamoto. Come già accaduto per il precedente lavoro, il gaiden di Orpheus, Riyoko Ikeda si è occupata solo della sceneggiatura, lasciando il lato grafico a Erika Miyamoto.

## Realizzazione
Il manga, nelle sue 170 pagine, ripercorre la vita di Elisabetta I, dalla sua nascita alla salita al trono, e rientra quindi nel filone dei lavori biografici della Ikeda. È però da sottolineare che la sceneggiatura di questo lavoro si rifà più che a un testo, ad una pellicola, che nel 1998 aveva riscosso un enorme successo in Giappone e nel resto del mondo, ovvero quella di Shekhar Kapur Elizabeth. Nel fumetto, inoltre, sono stati aggiunti fatti o personaggi non presenti nel film, come ad esempio la figura di Anna Bolena. L'attrice protagonista del film, Cate Blanchett, diventa il modello su cui graficamente verrà disegnata anche l'Elisabetta della Ikeda. Le donne protagoniste della vicenda, Anna Bolena prima ed Elisabetta poi, sono le tipiche figure femminili ikediane: forti, decise e il cui spirito è combattuto tra l'amore e il dovere.

## Pubblicazione
Il manga è stato inizialmente serializzato sulla rivista Shūkan Josei ed è stato poi raccolto in un unico tankōbon. Questo fumetto è stato pubblicato in Italia da Yamato Video con il titolo Elisabetta - La regina che sposò la patria all'interno della collana I grandi personaggi storici a fumetti.